# Model Hubbarda
Model Hubbarda – model w fizyce materii skondensowanej opisujący gaz elektronowy z oddziaływaniem w reprezentacji ciasnego wiązania. Hamiltonian modelu Hubbarda zawiera dwie części:
- wyraz kinetyczny – opisującą przeskoki elektronów z początkowego węzła sieci (w ogólności) do dowolnego innego (jednak dla uproszczenia obliczeń zakłada się przeskoki do sąsiednich węzłów),
- wyraz oddziaływania typu kulombowskiego – krótkozasięgowego ze względu na spin (w jednym węźle) – zakłada się występowania oddziaływanie elektron-elektron z charakterystyczną stałą oddziaływania oznaczaną jako U (w ogólności z dowolną wartością U: U<0 przyciąganie, U>0 odpychanie, U=0 brak oddziaływania, czyli zwykły gaz fermionów).

Takie połączenie, mimo swojej prostoty, pozwala na zilustrowanie wielu zjawisk z dziedziny silnie skorelowanych fermionów, a w szczególności: przejście metal-izolator, ferromagnetyzm, antyferromagnetyzm, ciecz Luttingera czy nadprzewodnictwo. „Rozwiązywalność” modelu często jest wynikiem dodatkowych założeń, które jednak nie wpływają zbytnio na prawidłowość rozważań.
Model Hubbarda jest intensywnie eksploatowany w teorii silnie skorelowanych fermionów dla różnych parametrów oraz wymiarów. Istnieją liczne rozszerzenia modelu Hubbarda, polegające na uwzględnianiu dodatkowych wyrazów w hamiltonianie modelu (jak np. w modelu Pensona-Kolba-Hubbarda, który uwzględnia również przeskoki par elektronowych).

## Hamiltonian Hubbarda
Zgodnie z powyższym najogólniejszy hamiltonian modelu (w przestrzeni położeń) zapisać możemy jako:
{\displaystyle {\hat {H}}=\sum _{ij\sigma }-t_{ij}{\hat {c}}_{j\sigma }^{\dagger }{\hat {c}}_{i\sigma }+\sum _{i}U{\hat {n}}_{i\uparrow }{\hat {n}}_{i\downarrow }}
gdzie {\displaystyle t_{ij}} jest całką przeskoku, {\displaystyle c_{i\sigma }} {\displaystyle (c_{i\sigma }^{\dagger })} oznacza operator anihilacji (kreacji) elektronu w węźle i ze spinem {\displaystyle \sigma ,} natomiast U opisuje oddziaływanie pomiędzy elektronami.
Interpretacja odpowiednich wyrazów w hamiltonianie:
- wyraz 1 : wyraz kinetyczny – elektron ze spinem {\displaystyle \sigma } jest anihilowany w węźle i-tym i kreowanym w węźle j-tym (bez zmiany spinu)
- wyraz 2 : wyraz oddziaływania – elektrony w danym i-tym węźle ze spinem {\displaystyle \uparrow } oddziałują z elektronami ze spinem {\displaystyle \downarrow } w tym samym węźle.

Przykład
W przypadku przeskoku elektronów jedynie do sąsiednich węzłów i założeniu izotropowości układu (stała całka przeskoku) otrzymujemy hamiltonian postaci:
{\displaystyle {\hat {H}}=-t\sum _{<ij>\sigma }{\hat {c}}_{j\sigma }^{\dagger }{\hat {c}}_{i\sigma }+\sum _{i}U{\hat {n}}_{i\uparrow }{\hat {n}}_{i\downarrow }}
gdzie sumowanie po {\displaystyle <ij>} oznacza sumowanie po sąsiednich węzłach sieci. W przestrzeni pędów hamiltonian przyjmuje postać:
{\displaystyle {\hat {H}}=\sum _{k\sigma }E_{k}{\hat {n}}_{k\sigma }+{\frac {U}{N}}\sum _{klq}{\hat {c}}_{k+q\uparrow }^{\dagger }{\hat {c}}_{k\uparrow }{\hat {c}}_{l-q\downarrow }^{\dagger }{\hat {c}}_{l\downarrow }}
gdzie N jest liczba węzłów sieci, natomiast {\displaystyle E_{k}} jest energią kinetyczną (relacją dyspersyjną) z pędem k, daną jako:
{\displaystyle E_{k}=-t\sum _{\delta }\exp(ik\cdot \delta )}
gdzie {\displaystyle \delta } jest odległością między sąsiednimi węzłami sieci. Dla przykładu w sieci kwadratowej relacja ta ma postać:
{\displaystyle E_{k}=-t\left(\cos(ak_{x})+\cos(ak_{y})\right)}
gdzie a jest stałą sieciową natomiast {\displaystyle k_{x}} i {\displaystyle k_{y}} są składowymi pędu w kierunkach x i y.